# Martínez de Arriba
Martínez de Arriba är en ort i Mexiko.   Den ligger i kommunen Santiago Papasquiaro och delstaten Durango, i den centrala delen av landet, 900 km nordväst om huvudstaden Mexico City. Martínez de Arriba ligger 1 697 meter över havet och antalet invånare är 126.
Terrängen runt Martínez de Arriba är kuperad norrut, men söderut är den platt. Martínez de Arriba ligger nere i en dal. Runt Martínez de Arriba är det mycket glesbefolkat, med 6 invånare per kvadratkilometer. Närmaste större samhälle är Santiago Papasquiaro, 10,2 km söder om Martínez de Arriba. Omgivningarna runt Martínez de Arriba är i huvudsak ett öppet busklandskap.